# Línea 8 (Buenos Aires)
La línea 8 de Buenos Aires es una línea de Colectivos. Une el barrio de La Boca y el Aeroparque Jorge Newbery con el Aeropuerto de Ezeiza.
También posee ramales intermedios que llegan al Mercado Central, el barrio de Liniers y la Estación Plaza Constitución. Desde diciembre de 2023, se fusionó con la ex línea 5, anexando el recorrido y uniendo Retiro con el Barrio Piedrabuena, ubicado en el barrio porteño de Villa Lugano. La línea es operada por la empresa Transportes Río Grande S.A., la cual es propiedad del Grupo Dota, que también controla la línea 23 y anteriormente la línea 5. Es considerada una de las líneas de colectivos más importantes del Área Metropolitana de Buenos Aires, junto con la emblemática línea 28.

## Historia
La línea fue fundada en 2009 y surge de un desprendimiento de la línea 86, que pertenecía a la empresa D.U.V.I. S.A., que estaba formado por las empresas DOTA, UTE SA, La Vecinal de Matanza SA (LVMSA) y Transporte Ideal San Justo (TISJ SA), Tras la caída de la empresa prestataria original Transportes Fournier a fines de la década de los 90. La Vecinal de Matanza y UTESA se desprenden al poco tiempo de formada la unión (con esta última haciéndose con la línea 97) quedando DOTA y TISJ al frente de las líneas 56, 86 y 193. A inicios de los 2000, DOTA se apropia de la 56 y TISJ de la 193, quedando solo el manejo conjunto de la 86, hasta 2009 cuando DOTA se quedó con los ramales por Liniers, creando la línea 8 y TISJ con los ramales por Mataderos.
En agosto de 2012, la línea 8 empezó a operar un servicio diferencial entre Plaza de Mayo y el Aeropuerto de Ezeiza; sin embargo en septiembre, fue suspendido por una orden de la Comisión Nacional de Regulación del Transporte. El mismo fue restablecido en julio de 2018, pero como servicio semirrápido con unidades comunes y paradas de ascenso y descenso desde Villa Lugano hasta el aeropuerto.
Hasta que a fines de 2023, el Grupo DOTA fusiona la línea con la línea 5, para poder llegar a Retiro y de ahí extender el recorrido hasta el Aeroparque Jorge Newbery, de ese modo uniendo las dos principales terminales aéreas del Área metropolitana de Buenos Aires, dejando a los recorridos originales de ambas líneas como ramales secundarios.

## Recorridos

#### Recorrido A: Aeroparque Jorge Newbery - Aeropuerto Internacional De Ezeiza
Ida a Aeropuerto Internacional De Ezeiza: Desde Av Costanera Rafael Obligado, Av Ramón Castillo, Av Antártida Argentina, Carlos Perette, ingreso a Estación Terminal de Ómnibus Retiro por calle interna sin nombre, Av Antártida Argentina, Av Doctor José María Ramos Mejía, ingreso a carriles exclusivos Metrobús Del Bajo por Avenida Del Libertador, carriles exclusivos Metrobús Del Bajo, salida de carriles exclusivos Metrobús Del Bajo a la altura de la calle Juan Domingo Perón, Av Leandro N Alem, Av.Rivadavia, calle Bolívar, Av. De Mayo, Av. Rivadavia, Centro de Transbordo Flores, Av. Rivadavia, Centro de Transbordo Liniers, Av. Rivadavia, Cruce Av. General Paz, colectora oeste General Paz, Camino de la Virgen María, Olavarría, Unanué, Boulogne Sur Mer, Camino de la Virgen María, colectora Autopista Riccheri, colectora este Monseñor Rodolfo Bufano, Cruce Camino de Cintura altura Teniente Ibáñez, Colectora oeste Monseñor Rodolfo Bufano, Colectora Autopista Riccheri, El Jume, José Mario Bevilaqua, Martín Miguel de Güemes, acceso a Autopista Riccheri, Distribuidor Jorge Newbery, Autopista Ezeiza – Cañuelas, Egreso de Autopista Ezeiza – Cañuelas en salida Barrio Uno, José Hernández, Joaquín Joaquín Castellanos, Alfonsina Storni, Rubén Darío, Los Chivatos, Autopista Riccheri, Distribuidor Jorge Newbery, Autopista Riccheri hasta el Aeropuerto Internacional de Ezeiza Ministro Pistarini.
Regreso al Aeroparque Jorge Newbery: Desde Aeropuerto Internacional de Ezeiza por Autopista Riccheri, egreso de Autopista Riccheri en salida kilómetro 27, José Hernández, Roberto Payró, Alfonsina Storni, Joaquín Castellanos, José Hernández, Guido y Spano, Alfonsina Storni, Rubén Darío, Los Chivatos, Autopista Riccheri, egreso de Autopista Riccheri en salida Estadio Sportivo Italiano, colectora Autopista Riccheri, El Jume, cruce Autopista Riccheri, Colectora Autopista Riccheri, Martín Miguel de Güemes, José Mario Bevilaqua, El Jume, Distribuidor Puente 13, colectora Autopista Riccheri, colectora oeste Monseñor Rodolfo Bufano, cruce Camino de Cintura, colectora este Monseñor Rodolfo Bufano, colectora Autopista Riccheri, Strangford, colectora oeste General Paz, ■ cruce General Paz altura de Av. Gral Fernández de la Cruz, Colectora este General Paz, Av. Rivadavia, Centro de Transbordo Liniers, Av. Rivadavia, Centro de Transbordo Flores, Av. Rivadavia, Rosario, Venezuela, Muñiz, Hipólito Yrigoyen, ingreso a Metrobús del Bajo por  Av. La Rabida, carriles Metrobús Del Bajo, salida de carriles Metrobús Del Bajo a la altura de Doctor Ricardo Rojas, Av Leandro N Alem, San Martin, Gilardo Gilardi, Av Doctor José María Ramos Mejida, Avenida Antártida Argentina, Av Ramón Castillo, Av Costanera Rafael Obligado hasta Aeroparque Jorge Newbery.

## Galería

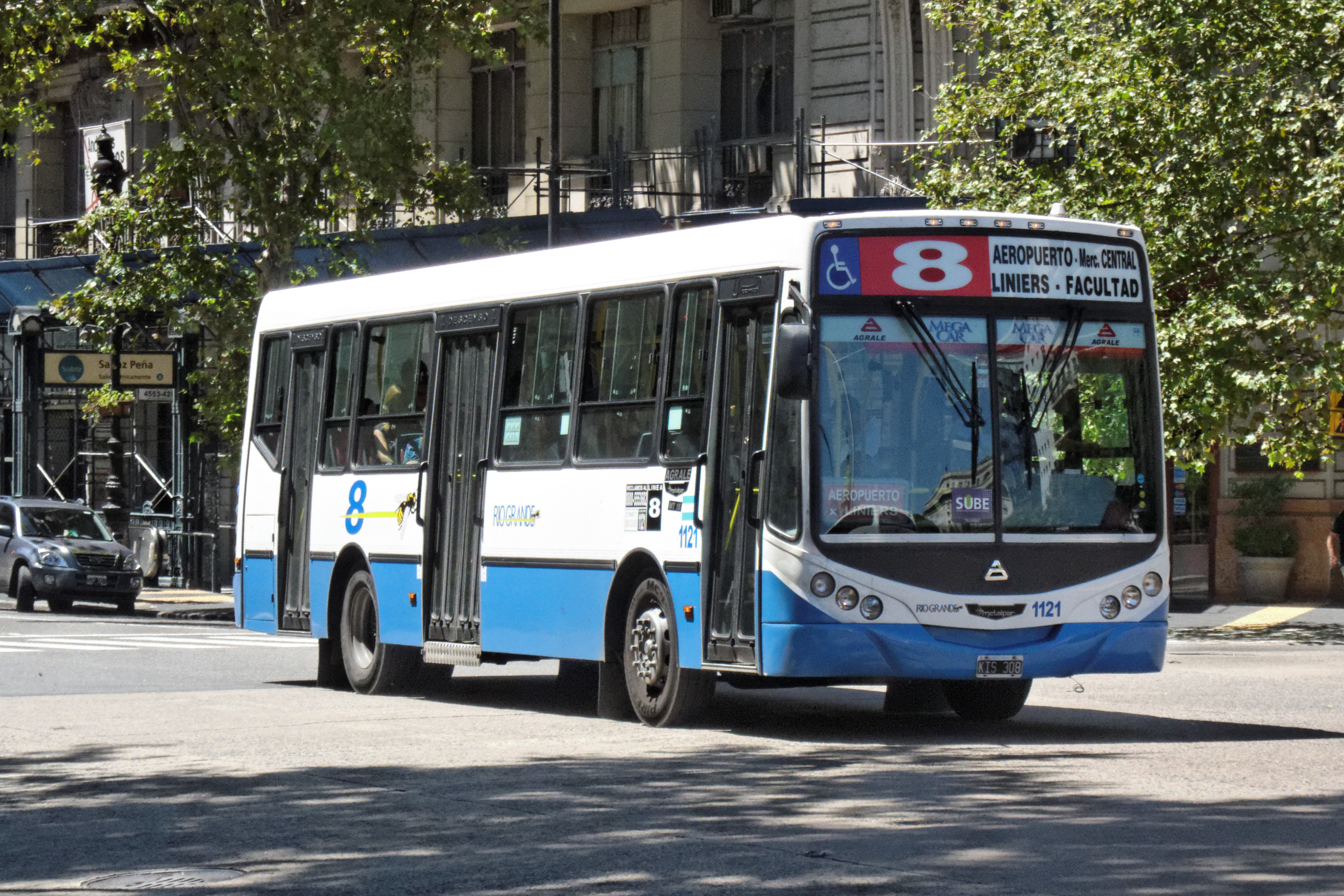
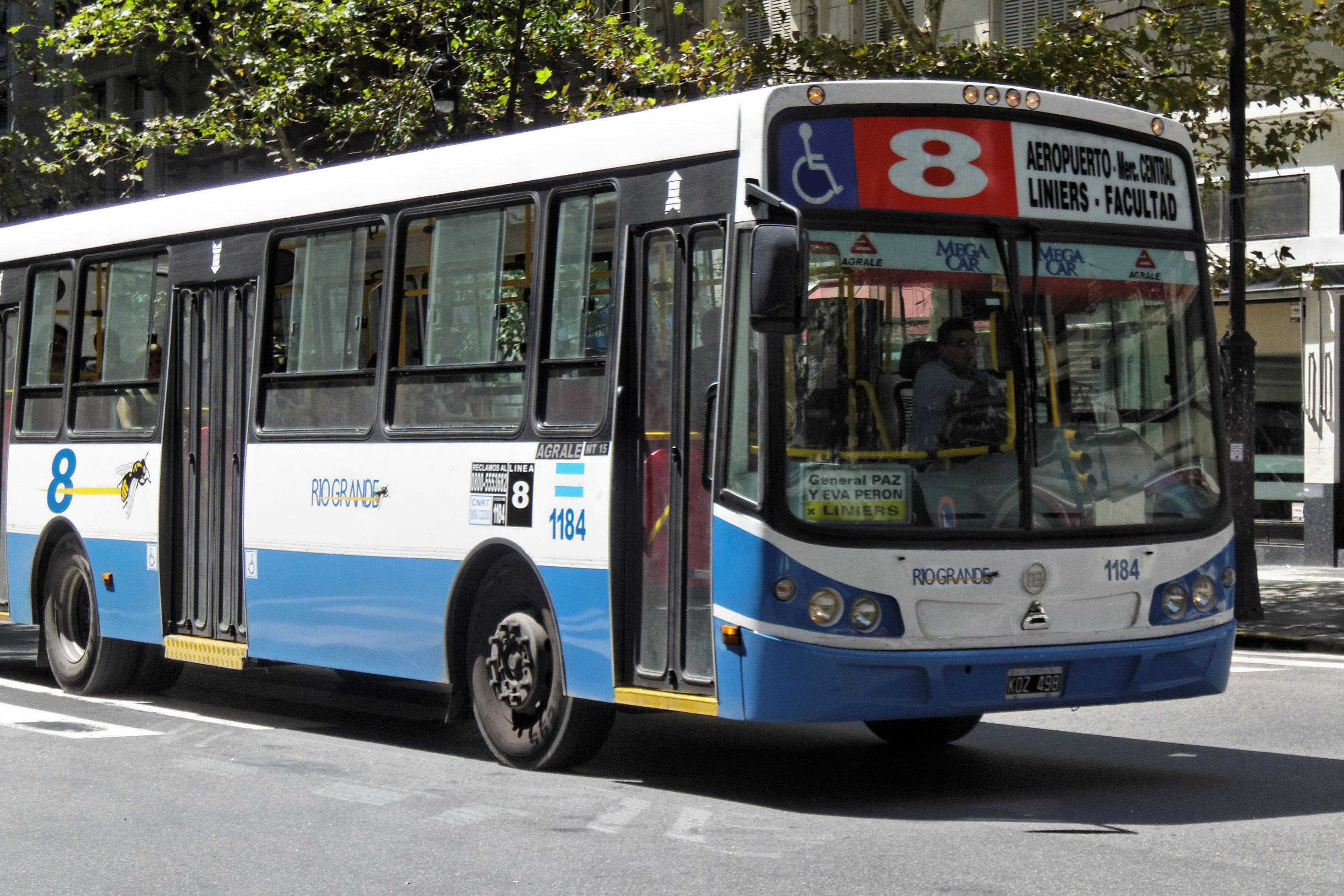
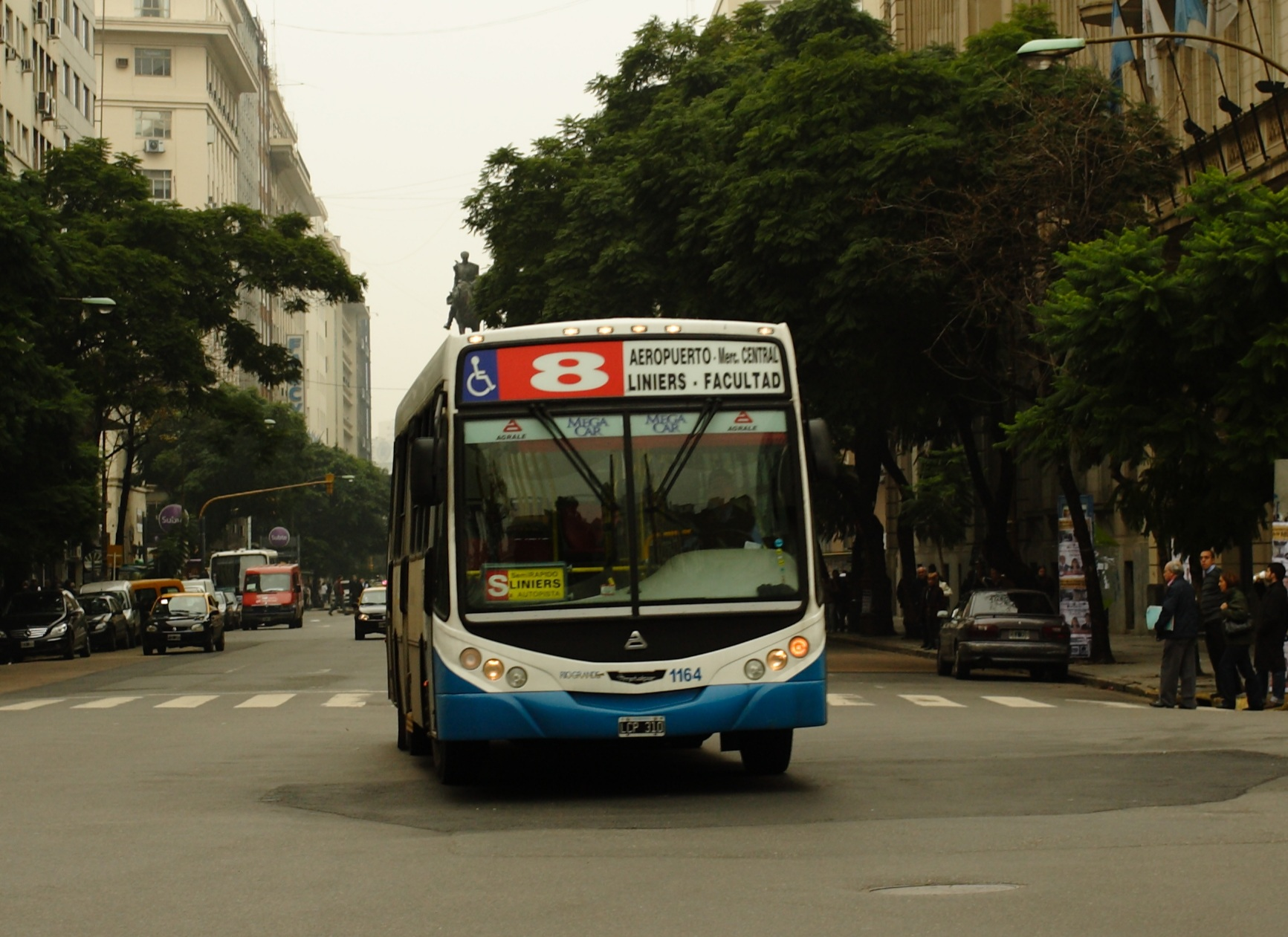
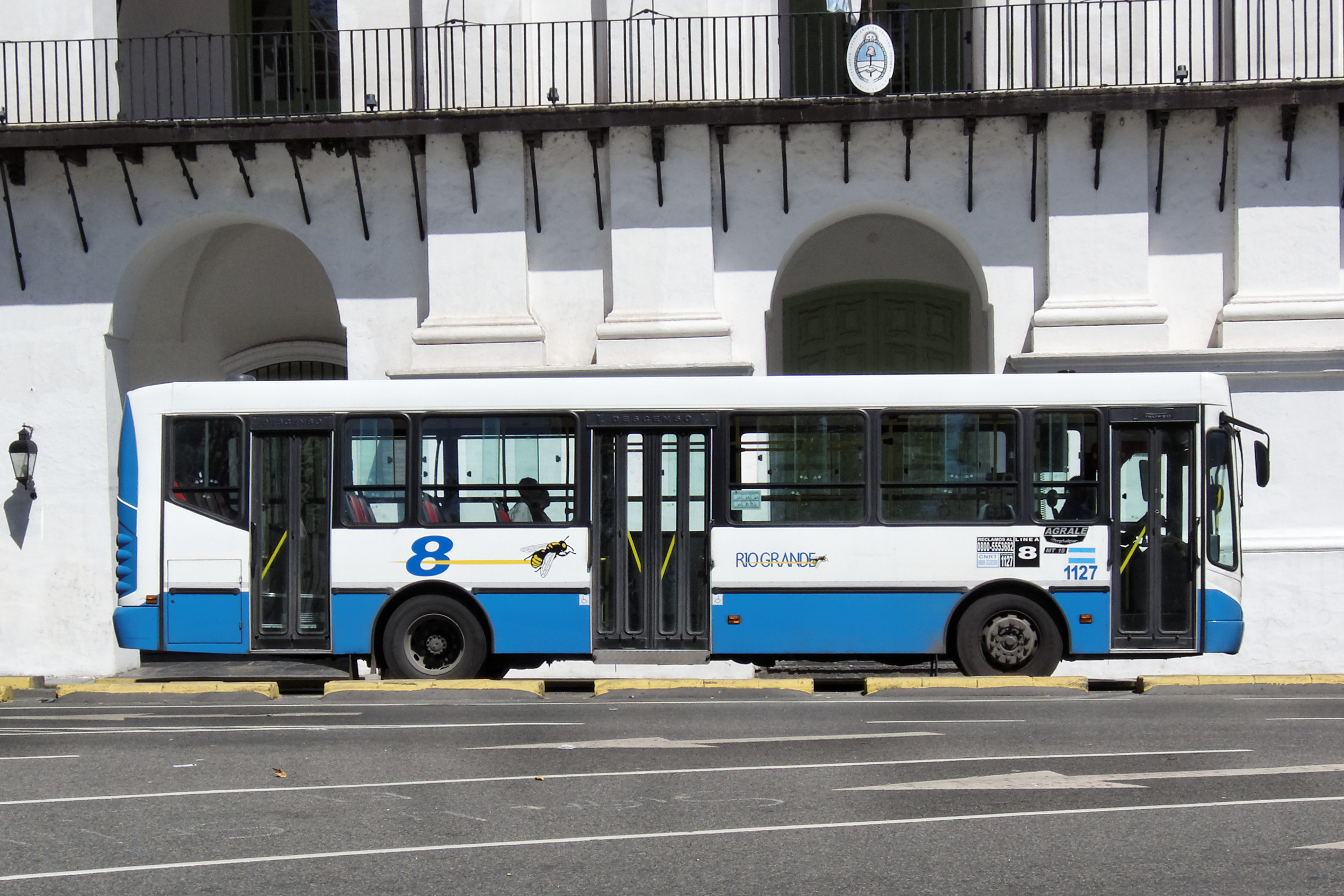

#### Recorrido B: La Boca -  Mercado Central
Ida A Mercado Central: Desde Necochea 860 por Necochea, Azopardo, Cochabamba,  Paseo Colón|Av. Paseo Colón]], Ingreso a Metrobús del Bajo, Contracarril Av. Belgrano, Av. Julio Argentino Roca, contracarril calle Bolívar, Av. De Mayo, Av. Rivadavia, Centro de Transbordo Flores, Av. Rivadavia, Centro de Transbordo Liniers, Av. Rivadavia, Cruce Av. General Paz, colectora oeste General Paz, Camino de la Virgen María, Olavarría, Unanué, Boulogne Sur Mer, Camino de la Virgen María, Colectora Autopista Riccheri, Cruce Autopista altura Gorriti, colectora sur Autopista Riccheri, ingreso al Mercado Central, Circunvalación, De La Huerta estacionando entre Del Arado y De La Rastra.
Regreso a La Boca: Desde De La Huerta entre Del Arado y De La Rastra por De La Huerta, Circunvalación, salida del Mercado Central, colectora Autopista Riccheri, Strangford, colectora oeste Av. Gral Paz, cruce General Paz a la altura de Av. General Fernández de la Cruz, Colectora este General Paz, Av. Rivadavia, Centro de Transbordo Liniers, Av. Rivadavia, Centro de Transbordo Flores, Av. Rivadavia, Rosario, Venezuela, Muñiz, Hipólito Yrigoyen, ingreso a Metrobús del Bajo por Av. Paseo Colón, Salida de Metrobús del Bajo altura Av.Brasil, Av. Brasil, Av. Don Pedro De Mendoza, Wenceslao Villafañe, Ministro Brown, Brandsen hasta Necochea 860.

#### Recorrido C: La Boca - Liniers
Ida a Liniers: Desde Necochea 860 por Necochea, Azopardo, Cochabamba, Av. Paseo Colón, Ingreso a Metrobús del Bajo, Contracarril Av. Belgrano, Av. Julio Argentino Roca, contracarril calle Bolívar, Av. De Mayo, Av. Rivadavia, Centro de Transbordo Flores, Av. Rivadavia, Centro de Transbordo Liniers, Av. Rivadavia, Cruce Av. General Paz , colectora oeste General Paz hasta Ramón L. Falcón.
Regreso a La Boca: Desde Colectora este General Paz y Ramón L. Falcón por Colectora este General Paz, Av. Rivadavia, Centro de Transbordo Liniers, Av. Rivadavia, Centro de Transbordo Flores, Av. Rivadavia, Rosario, Venezuela, Muñiz, Hipólito Yrigoyen, ingreso a Metrobús del Bajo por Av. Paseo Colón, Salida de Metrobús del Bajo altura Estados Unidos, Av. Paseo Colón, Av. Brasil, Av. Don Pedro De Mendoza, Wenceslao Villafañe, Ministro Brown, Brandsen hasta Necochea 860.

### Ramales ex Línea 5

#### Recorrido D: - Barrio Piedrabuena - Retiro
Ida a Retiro: Desde Av Eva Peron y Gral. Paz, Eva Peron, Saladillo, Av. Argentina, Av Piedrabuena, Av Castañares, Lisandro De La Torre, Balbastro, Jose Ignacio Rucci, Santander, Basualdo, Crisóstomo Álvarez, Miralla, Gral Eugenio Garzón, Av Olivera, Cnel Ramón L Falcón, Lacarra, Av Rivadavia, ingreso a carriles exclusivos Centro de Transbordo Flores a la altura de Quirno, salida de Centro de Transbordo Flores a la altura de Culpina, Av Rivadavia, Rosario, Venezuela, Muñiz, Hipólito Yrigoyen, 24 de Noviembre, Tomás Manuel De Anchorena, Bartolomé Mitre, Libertad, Av Santa Fe, Florida, San Martín, Gilardo Gilardi, Av Dr José María Ramos Mejía, Av Antártida Argentina sentido noroeste, retomando Av Antártida Argentina a la altura de Av Ramón S Castillo, Av Antártida Argentina sentido sureste, Carlos Perette, calle interna sin nombre de la Estación Terminal de Ómnibus de Retiro donde estaciona.
Regreso a Barrio Piedrabuena: Desde Estación Terminal de Ómnibus de Retiro por calle interna, Av Antártida Argentina, Av Dr José María Ramos Mejía, ingreso a carriles exclusivos Metrobús del Bajo por Av Del Libertador, salida de Metrobús del Bajo a la altura de Paraguay, Av Leandro N Alem, Av Córdoba, Talcahuano, Santiago del Estero, Av De Mayo, Av Rivadavia, ingreso a carriles exclusivos Centro de Transbordo Flores a la altura de Caracas, salida de Centro de Transbordo Flores a la altura de Condarco, Av Rivadavia, Santiago de las Carreras, Cnel Ramón L Falcón, Av Olivera, Gral Eugenio Garzón, Albariño, Crisóstomo Álvarez, Escalada, lateral norte Autopista Tte Gral Luis J Dellepiane, Basualdo, Santander, Jose Ignacio Rucci, Balbastro, Lisandro de la Torre, Av Castañares, Av Piedrabuena, Av Argentina, Ibañez, Av Gral. Paz hasta Eva Peron.

#### Recorrido E: Barrio Piedrabuena - Avenida Rivadavia y Avenida San Pedrito
Ida a Rivadavia y San Pedrito: Desde Av Piedrabuena y Saraza por Av Piedrabuena, Av Castañares, Lisandro De La Torre, Santander, Basualdo, Crisóstomo Álvarez, Miralla, Gral Eugenio Garzón, Av Olivera, Cnel Ramón L Falcón, Lacarra, Av Rivadavia, ingreso a carriles exclusivos Centro de Transbordo Flores a la altura de Quirno hasta Estación San Pedrito.
Regreso a Barrio Piedrabuena: Desde Estación San Pedrito, salida de Centro de Transbordo Flores a la altura de Condarco, Av Rivadavia, Santiago de las Carreras, Cnel Ramón L Falcón, Av Olivera, Gral Eugenio Garzón, Albariño, Crisóstomo Álvarez, Escalada, lateral norte Autopista Tte Gral Luis J Dellepiane, Basualdo, Santander, Lisandro de la Torre, Av Castañares, Av Piedrabuena hasta Saraza.

### Servicios semirrápidos

#### Recorrido F - Semirapido por Autopista: Plaza de Mayo - Liniers
Ida a Liniers: Desde Av. de Mayo y Perú por Avenida de Mayo, Avenida Rivadavia, Avenida Jujuy, Estados Unidos, Lima, Autopista 25 de Mayo, METROBÚS 25 de Mayo, Autopista Perito Moreno, Pedro Calderón de la Barca, Yerbal, Milton, Avenida Rivadavia, Av. General. Paz hasta Ramón L. Falcon.
Regreso a Plaza de Mayo: De A. Rivadavia y José León Suárez por Avenida Rivadavia, Autopista Perito Moreno, Autopista 25 De Mayo, METROBÚS 25 de Mayo, Lima, Av. Brasil, Bernardo de Irigoyen, Av. Juan de Garay, Av. Entre Ríos, Hipólito Yrigoyen hasta Plaza de Mayo.

#### Recorrido G - Semirapido Aeroparque Jorge Newbery - Aeropuerto Ezeiza
Ida a Aeropuerto Ezeiza: Desde Av Costanera Rafael Obligado, Av Ramón Castillo, Av Antártida Argentina, Carlos Perette, ingreso a ESTACIÓN TERMINAL DE ÓMNIBUS RETIRO por calle interna sin nombre, Av Antártida Argentina, Av Doctor José María Ramos Mejía, ingreso a carriles exclusivos Metrobús Del Bajo por Av Del Libertador, carriles exclusivos Metrobús Del Bajo, salida de carriles exclusivos Metrobús Del Bajo a la altura de la calle Juan Domingo Perón, Av Leandro N Alem, Av Rivadavia, Bolívar, Av. De Mayo, Av. Rivadavia, Solís, Hipólito Yrigoyen, Solís, Av. Belgrano, Lima, subida a Autopista 25 de Mayo, Autopista Dellepiane, cruce Gral. Paz, Autopista Riccheri, bajada en Blanco Encalada, Camino de la Virgen María, colectora Autopista Riccheri, colectora este Monseñor Rodolfo Bufano, cruce Camino de Cintura altura Tte. 1.º Eduardo Ibáñez, Colectora oeste Monseñor Rodolfo Bufano, Camino de la Virgen María, ingreso a Autopista Riccheri altura Martín Miguel de Güemes, Autopista Riccheri, Distribuidor Jorge Newbery, Autopista Ezeiza – Cañuelas, egreso en salida Barrio Uno, José Hernández, Joaquín Castellanos, Alfonsina Storni, Rubén Darío, Los Chivatos, Autopista Riccheri, Distribuidor Jorge Newbery, Autopista Riccheri hasta el Aeropuerto Internacional de Ezeiza. 
Regreso a Aeroparque: Desde Aeropuerto de Ezeiza por Autopista Riccheri, Salida Autopista Riccheri en kilómetro 27, José Hernández, Roberto Payró, Alfonsina Storni, Joaquín Joaquín Castellanos, José Hernández, Guido y Spano, Miguel Cané, Alfonsina Storni, Rubén Darío, Los Chivatos, Autopista Riccheri, salida en Estadio Sportivo Italiano, colectora Autopista Riccheri, colectora oeste Monseñor Rodolfo Bufano, Cruce Monseñor Rodolfo Bufano, colectora este Monseñor Rodolfo Bufano, colectora Autopista Riccheri, Strangford, acceso a Autopista Riccheri altura Antonio Timoteo González, Autopista Riccheri, cruce Gral. Paz, Autopista Dellepiane, Autopista 25 de Mayo, egreso de Autopista en salida Constitución, Lima este, Av Brasil, Metrobús 9 de Julio, Diagonal Norte, Bolívar, Hipólito Yrigoyen ingreso a carriles METROBÚS DEL BAJO por AV. LA RÁBIDA, carriles METROBÚS DEL BAJO, salida de carriles METROBÚS DEL BAJO a la altura de Doctor Ricardo Rojas, Av Leandro N Alem, San Martin, Gilardo Gilardi, AVENIDA DOCTOR JOSÉ MARÍA Ramos Mejía, AVENIDA ANTÁRTIDA ARGENTINA, AVENIDA RAMÓN CASTILLO, Av Costanera Rafael Obligado hasta Aeroparque Jorge Newbery .

## Pasajeros
| Año  | Pasajeros  | Pasajeros por día | Variación |
| ---- | ---------- | ----------------- | --------- |
| 2016 | 12 346 978 | 33 735            | 0,00%     |
| 2017 | 11 898 262 | 32 598            | 3,63%     |
| 2018 | 11 290 320 | 30 932            | 5,11%     |

Fuente: Ministerio de Transporte

## Lugares de interés
- Aeroparque Jorge Newbery
- Estadio La Bombonera
- Hospital General Argerich
- Parque Lezama
- Estación Plaza Constitución
- Facultad de Ingeniería
- Plaza de Mayo
- Cabildo de Buenos Aires
- Teatro Avenida
- Palacio Barolo
- Palacio del Congreso
- Plaza Miserere
- Plaza General Pueyrredón
- San Pedrito
- Skatepark Villa Luro
- Estación Liniers
- Predio Julio Humberto Grondona (AFA)
- Barrio Uno
- Universidad Provincial de Ezeiza
- Aeropuerto Internacional de Ezeiza